# Polyandra
Polyandra es un género con una especies de plantas con flores perteneciente a la familia de las Euphorbiaceae. Su única especie: Polyandra bracteosa Carlos Leal, está considerada un sinónimo de Conceveiba prealta (Croizat) Punt ex J.Murillo